# Pholidoscelis plei
Espèce
Synonymes
- Ameiva plei Duméril & Bibron, 1839
- Ameiva analifera Cope, 1869
- Ameiva plei analifera Cope, 1869

Pholidoscelis plei est une espèce de sauriens de la famille des Teiidae.

## Répartition
Cette espèce est endémique du banc d'Anguilla aux Antilles. Elle se rencontre sur Saint-Martin, Saint-Barthélemy et Anguilla.

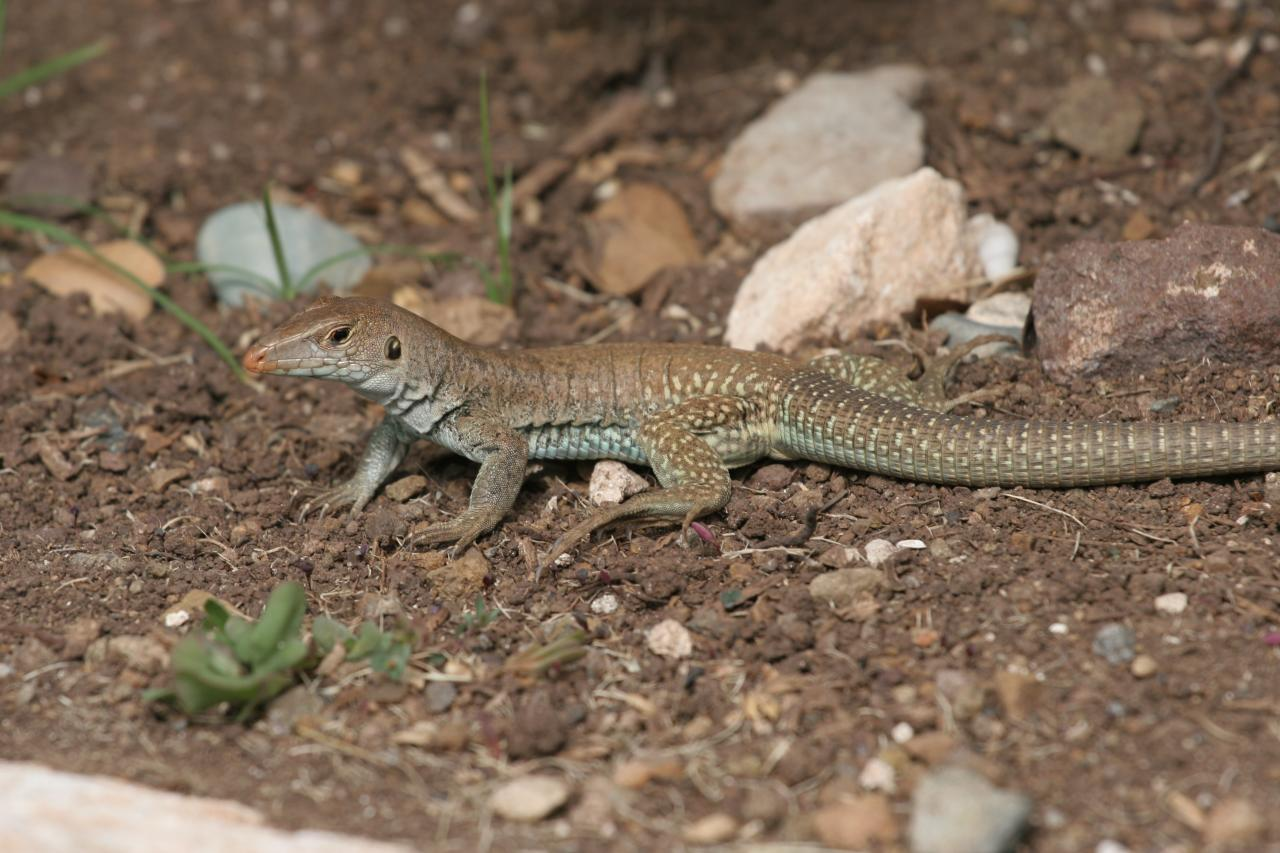
Pholidoscelis plei analifera

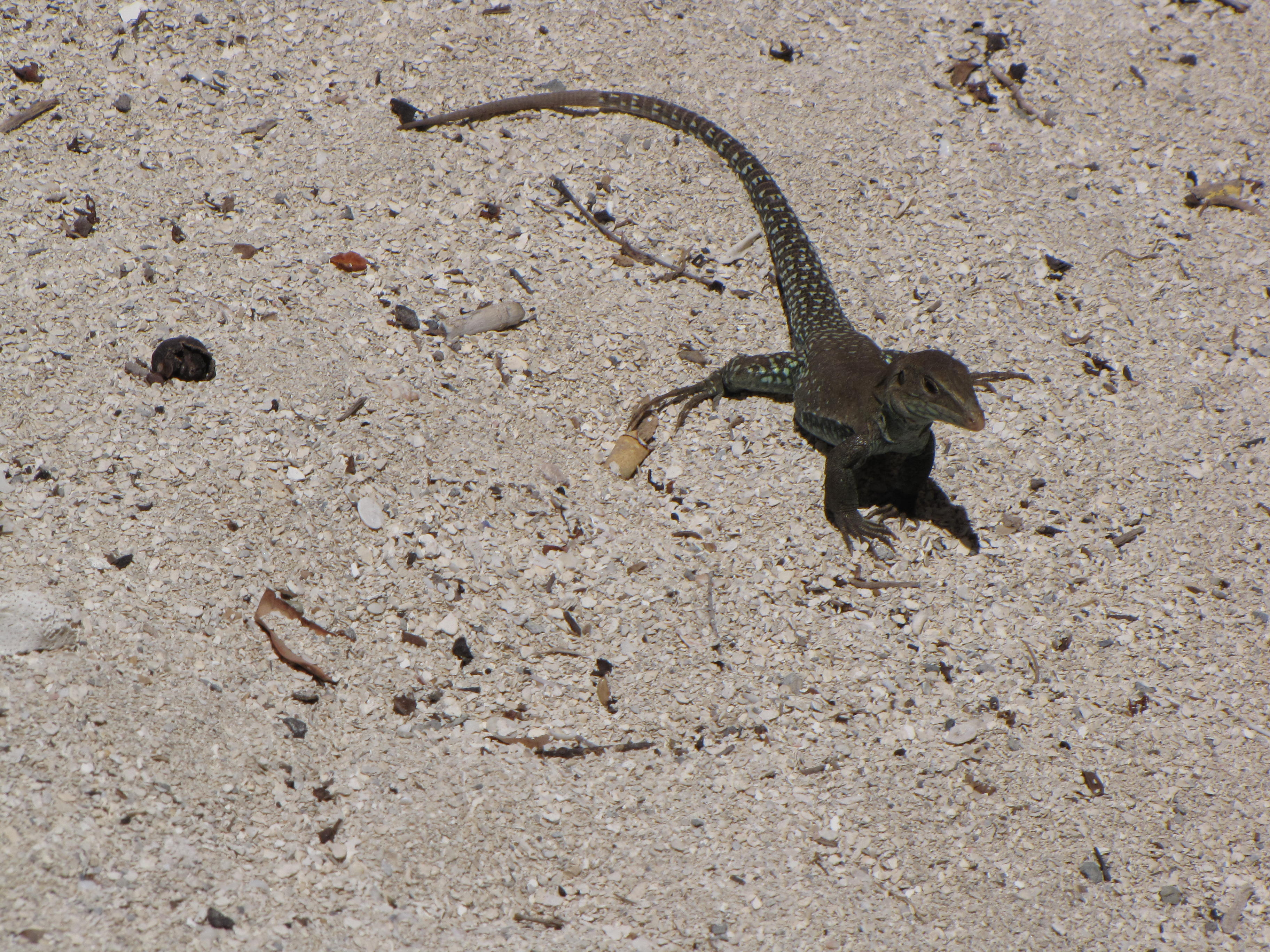

## Liste des sous-espèces
Selon The Reptile Database (28 mai 2016) :
- Pholidoscelis plei analifera (Cope, 1869) de Saint-Martin
- Pholidoscelis plei plei (Duméril & Bibron, 1839) de Saint-Barthélemy et Anguilla

## Étymologie
Cette espèce est nommée en l'honneur d'Auguste Plée.

## Publications originales
- Cope, 1870 "1869" : Seventh Contribution to the Herpetology of Tropical America. Proceedings of the American Philosophical Society, vol. 11, no 81, p. 147-192 (texte intégral).
- Duméril & Bibron, 1839 : Erpétologie Générale ou Histoire Naturelle Complète des Reptiles. vol. 5, Roret/Fain et Thunot, Paris, p. 1-871 (texte intégral).